# Tom Clancy’s Splinter Cell
Tom Clancy’s Splinter Cell — серия компьютерных игр в жанре стелс-экшена, курировавшаяся американским писателем Томом Клэнси. Благодаря успеху серии в её составе представлено уже несколько игр и книг по мотивам. Главный герой серии — Сэм Фишер, специальный агент вымышленного подразделения АНБ «Третий эшелон» (позже «Четвертый эшелон»), специализирующийся на скрытном проникновении. В ходе нескольких игр Фишер разрушает планы террористов, угрожающих безопасности США.
Splinter Cell является торговой маркой студии Тома Клэнси Rubicon и была лицензирована Ubisoft для создания игр. Персонажи игры, также как и «Третий эшелон», были созданы сценаристом Ubisoft Джей Ти Петти.
В оригинальной версии игры Сэм Фишер озвучен актёром Майклом Айронсайдом, в Blacklist его озвучил Эрик Джонсон.
Изначально Том Клэнси, который был вовлечён в производственный процесс от концепции до выпуска игры, отклонил идею трёхглазых очков Сэма Фишера, утверждая, что невозможно совместить в приборе термальное видение и ночное видение. Разработчики считали, что использование двух различных видов очков усложнит игру, и Клэнси пришлось согласиться. Позднее трёхглазые очки стали символом серии.

## Игры
| Год  | Название                            | Платформы                                  | Платформы | Платформы                  | Платформы     | Платформы        |
| Год  | Название                            | Microsoft                                  | Sony      | Nintendo                   | Apple         | Прочее           |
| ---- | ----------------------------------- | ------------------------------------------ | --------- | -------------------------- | ------------- | ---------------- |
| 2002 | Splinter Cell                       | Windows, Xbox, Xbox One                    | PS2, PS3  | GameCube, Game Boy Advance | macOS         | N-Gage, Java ME  |
| 2003 | Splinter Cell: Extended Ops         | Нет                                        | Нет       | Нет                        | Нет           | Java ME          |
| 2004 | Splinter Cell: Pandora Tomorrow     | Windows, Xbox, Xbox One                    | PS2, PS3  | GameCube, Game Boy Advance | Нет           | Java ME          |
| 2005 | Splinter Cell: Chaos Theory         | Windows, Xbox, Xbox One                    | PS2, PS3  | GameCube, DS, 3DS          | Нет           | N-Gage, Java ME  |
| 2006 | Splinter Cell: Essentials           | Нет                                        | PSP       | Нет                        | Нет           | Нет              |
| 2006 | Splinter Cell: Double Agent         | Windows, Xbox, Xbox 360, Xbox One          | PS2, PS3  | GameCube, Wii              | Нет           | Java ME          |
| 2010 | Splinter Cell: Conviction           | Windows, Xbox 360, Xbox One, Windows Phone | Нет       | Нет                        | iOS, Mac OS X | Java ME, Android |
| 2013 | Splinter Cell: Blacklist            | Windows, Xbox 360, Xbox One                | PS3       | Wii U                      | Нет           | Нет              |
| 2013 | Splinter Cell: Blacklist Spider-Bot | Нет                                        | Нет       | Нет                        | iOS           | Android          |
| TBA  | Splinter Cell Remake                | Windows, Xbox Series X/S                   | PS5       | Нет                        | Нет           | Нет              |

1. 1 2 3  Эти игры были разработаны для PlayStation 3 как часть Tom Clancy’s Splinter Cell Classic Trilogy HD — переиздание первых трёх частей в рамках проекта Classics HD[6].
2. ↑  Версия для Nokia N-Gage называется Tom Clancy’s Splinter Cell: Team Stealth Action.
3. ↑  Версия для Nintendo 3DS называется Tom Clancy’s Splinter Cell 3D.

### Отменённые
16 сентября 2020 года стало известно о планах выпустить игру эксклюзивно для Oculus VR вместе с игрой Assassin's Creed Nexus VR. 21 июля 2022 года Splinter Cell VR была отменена.

## Игровой процесс
Сюжеты всех частей игры повествуют о том, как террористы разрабатывают оружие массового поражения, а Сэм Фишер должен помешать им использовать это оружие. Миссии варьируются от обычной разведки до захвата в плен вражеских командиров.
Скрытность — главный элемент геймплея. Беспорядочная стрельба может привлечь к Фишеру нежелательное внимание, усложняя прохождение уровня. В первых двух частях после трёх поднимаемых тревог игра заканчивалась. С третьей части с каждой поднимаемой тревогой увеличивается уровень осторожности врагов. Они надевают бронежилеты, усиливают патрули и даже устраивают засады.
Игра — комбинация проблем, требующих быстрого решения. В Pandora Tomorrow впервые в стелс-играх появился режим многопользовательской игры два-на-два. В Chaos Theory появился ещё и кооперативный режим прохождения. Также в ней появилась шкала уровня звука. На уровень звука теперь влияют выстрелы (даже с глушителем), но не влияют диалоги Фишера и захваченной им жертвы (которую также можно казнить или помиловать). А по сравнению с двумя предыдущими частями количество диалогов с «жертвами» многократно увеличилось. Почти каждого можно схватить и допросить.
В Double Agent был введён ещё один показатель, за которым следует следить игроку — шкала отношения. В этой части Фишер становится двойным агентом и внедряется в террористическую группировку, где должен выполнять задания как террористов, так и Третьего эшелона. Шкала показывает, насколько хорошо к действиям Фишера относятся террористы и АНБ, и если одна из шкал опустится до нуля, игра будет проиграна.
В Conviction появилась новая способность Mark and Execute, позволяющая сначала отметить всех находящихся в поле зрения противников, а затем убить их.

## Сюжет
- Tom Clancy’s Splinter Cell — АНБ организует новое секретное подразделение «Третий эшелон». Сэм Фишер, один из первых оперативников этого подразделения, должен предотвратить разгорающуюся войну между США и Китаем, и отыскать скрывающегося президента Грузии Комбайана Николадзе, чтобы помешать ему использовать его секретное оружие под названием «Арк». В декабре 2021 года был анонсирован ремейк первой части, который будет воссоздан с нуля на движке Snowdrop с немного изменённым сюжетом.
- Tom Clancy’s Splinter Cell: Pandora Tomorrow — Сэм Фишер должен остановить харизматичного индонезийского военного лидера Сухади Садоно, который решил использовать биологическое оружие — опасный вирус «Пандора завтра» против США (само использование этого вируса называлось «Спрингфилдской демонстрацией»).
- Tom Clancy’s Splinter Cell: Chaos Theory — Сэм Фишер должен остановить конфликт между США, Японией, Южной Кореей с одной стороны, и Китаем, а также Северной Кореей с другой, который был развязан хакерами корпорации Дисплейс Интернейшенел во главе с его старым другом Дугласом Шетландом.
- Tom Clancy’s Splinter Cell: Essentials — Сэма Фишера арестовывают агенты АНБ по подозрению в убийстве Ламберта. Во время допросов он вспоминает своё прошлое.
- Tom Clancy’s Splinter Cell: Double Agent — Сэм Фишер проникает в террористическую организацию в качестве двойного агента. Он должен помешать террористам использовать ядерные ракеты и при этом не раскрыть себя. Фишеру приходится делать моральный выбор между спасением миллионов и смертью единиц.
- Tom Clancy’s Splinter Cell: Conviction — Сэм Фишер обнаруживает, что «Третий эшелон» начал заниматься тёмными делами. Фишера объявляют врагом страны и он вынужден скрываться от лучших агентов спецслужб США.
- Tom Clancy’s Splinter Cell: Blacklist — Сэм назначен лидером «Четвёртого Эшелона» и вместе с командой он должен предотвратить серию терактов на территории США, именуемую «Чёрным списком»[1].

## Другие медиа

### Книги
Все книги по мотивам Splinter Cell были написаны различными авторами под одним псевдонимом Дэвид Майклс (первые шесть книг). Первые две книги написал американский автор Рэймонд Бенсон, известный по нескольким историям про Джеймса Бонда. Следующие две книги написал Грант Блэквуд, после этого книги писал Питер Телеп.
- Tom Clancy’s Splinter Cell (2004, Raymond Benson)
- Tom Clancy’s Splinter Cell: Operation Barracuda (2005, Raymond Benson)
- Tom Clancy’s Splinter Cell: Checkmate (2006, Grant Blackwood)
- Tom Clancy’s Splinter Cell: Fallout (2007, Grant Blackwood)
- Tom Clancy’s Splinter Cell: Conviction (2009, Peter Telep)
- Tom Clancy’s Splinter Cell: Endgame (2009, Peter Telep)
- Tom Clancy’s Splinter Cell Blacklist: Aftermath (2013, Peter Telep)
- Tom Clancy’s Splinter Cell: Firewall (2022, James Swallow)
- Tom Clancy’s Splinter Cell: Dragonfire (2023, James Swallow)

### Графические новеллы
- Tom Clancy’s Splinter Cell: Pandora Tomorrow (2004, Penny Arcade)
- Tom Clancy’s Splinter Cell: Digging in the Ashes (2010, Eddie Deighton и John Sloan)
- Tom Clancy’s Splinter Cell: Echoes (2013, Nathan Edmondson и Marc Laming)

### Фильм
Существование фильма было подтверждено рекламным роликом в коллекционном издании Splinter Cell: Chaos Theory. Права на фильм получила Paramount Pictures. Изначально на роль режиссёра был заявлен Питер Берг, а сценаристами должны были стать Джей Ти Петти и Джон Джей МакЛауглин. Сам Берг на тот момент хотел видеть в роли Сэма Фишера актера Марка Уолберга.
Летом 2005 года Джей Ти Петти и Питер Берг, который предпочёл сконцентрироваться на боевике «Королевство», ушли из проекта, а права на фильм перешли к DreamWorks SKG, инициатором подобного изменения стал продюсер фильма и менеджер писателя Тома Клэнси — Майкл Овитц.
Осенью 2012 года было объявлено, что главную роль в фильме сыграет Том Харди, а сценарием займётся Эрик Сингер (Интернэшнл).
В ноябре 2024 года продюсер картины Бэзил Иваник заявил, что экранизация игры с участием Харди отменена и больше не увидит свет.

## Оценки
| Игра               | Metacritic                                                                                 |
| ------------------ | ------------------------------------------------------------------------------------------ |
| Splinter Cell      | (GBA) 77/100 (GC) 89/100 (PC) 91/100 (PS2) 89/100 (Xbox) 93/100                            |
| Pandora Tomorrow   | (GBA) 68/100 (GC) 78/100 (PC) 87/100 (PS2) 87/100 (Xbox) 93/100                            |
| Chaos Theory       | (3DS) 53/100 (GC) 81/100 (NDS) 50/100 (PC) 92/100 (PS2) 87/100 (Xbox) 94/100               |
| Essentials         | (PSP) 58/100                                                                               |
| Double Agent       | (GC) 64/100 (PC) 80/100 (PS2) 84/100 (PS3) 78/100 (Wii) 61/100 (Xbox) 89/100 (X360) 85/100 |
| Conviction         | (PC) 83/100 (X360) 85/100                                                                  |
| Classic Trilogy HD | (PS3) 67/100                                                                               |
| Blacklist          | (PC) 82/100 (PS3) 84/100 (WIIU) 75/100 (X360) 82/100                                       |